# Maro Makashvili
Maro Makashvili (en georgiano: მარო მაყაშვილი; 25 de agosto de 1901-19 de febrero de 1921) fue una joven georgiana que murió durante la invasión de Georgia por el Ejército Rojo en 1921. En 2015, fue la primera mujer en recibir la  Orden de Héroe Nacional de Georgia.
Makashvili nació en una familia de la nobleza georgiana. Su padre Konstantine Makashvili era poeta y su abuela materna era la escritora Ekaterine Tarkhnishvili. Maro Makashvili estudiaba en la Universidad Estatal de Tbilisi cuando el Ejército Rojo lanzó su invasión de Georgia en febrero de 1921. Se ofreció como enfermera y fue enviada a Kojori junto con el Regimiento de Georgia. Fue asesinada por astillas de un caparazón dos días después.
Inmediatamente después de su muerte, el poeta georgiano Titsian Tabidze la comparó con Juana de Arco en un artículo periodístico. En su honor, Zakharia Paliashvili usó el nombre de Maro para la heroína de su ópera Daisi, que se estrenó en 1923. Un parque ubicado en la calle Gudiashvili en Tbilisi lleva su nombre.
Desde los 16 años hasta su muerte, Makashvili mantuvo un diario que ahora forma parte de la colección del Museo de Literatura de Tbilisi. Ha sido publicado como un libro.